# Susan Sarandon
Susan Sarandon, pseudonimo di Susan Abigail Tomalin (New York, 4 ottobre 1946), è un'attrice statunitense.
Ha ricevuto cinque candidature al Premio Oscar, rispettivamente per Atlantic City, U.S.A. (1980), Thelma & Louise (1991), L'olio di Lorenzo (1992), Il cliente (1994) e si è aggiudicata la statuetta nella sezione miglior attrice protagonista per Dead Man Walking - Condannato a morte (1995). Nel corso della sua carriera è stata inoltre premiata con un Premio BAFTA e uno Screen Actors Guild Award, venendo candidata nove volte ai Golden Globe e sei al Premio Emmy.

## Biografia

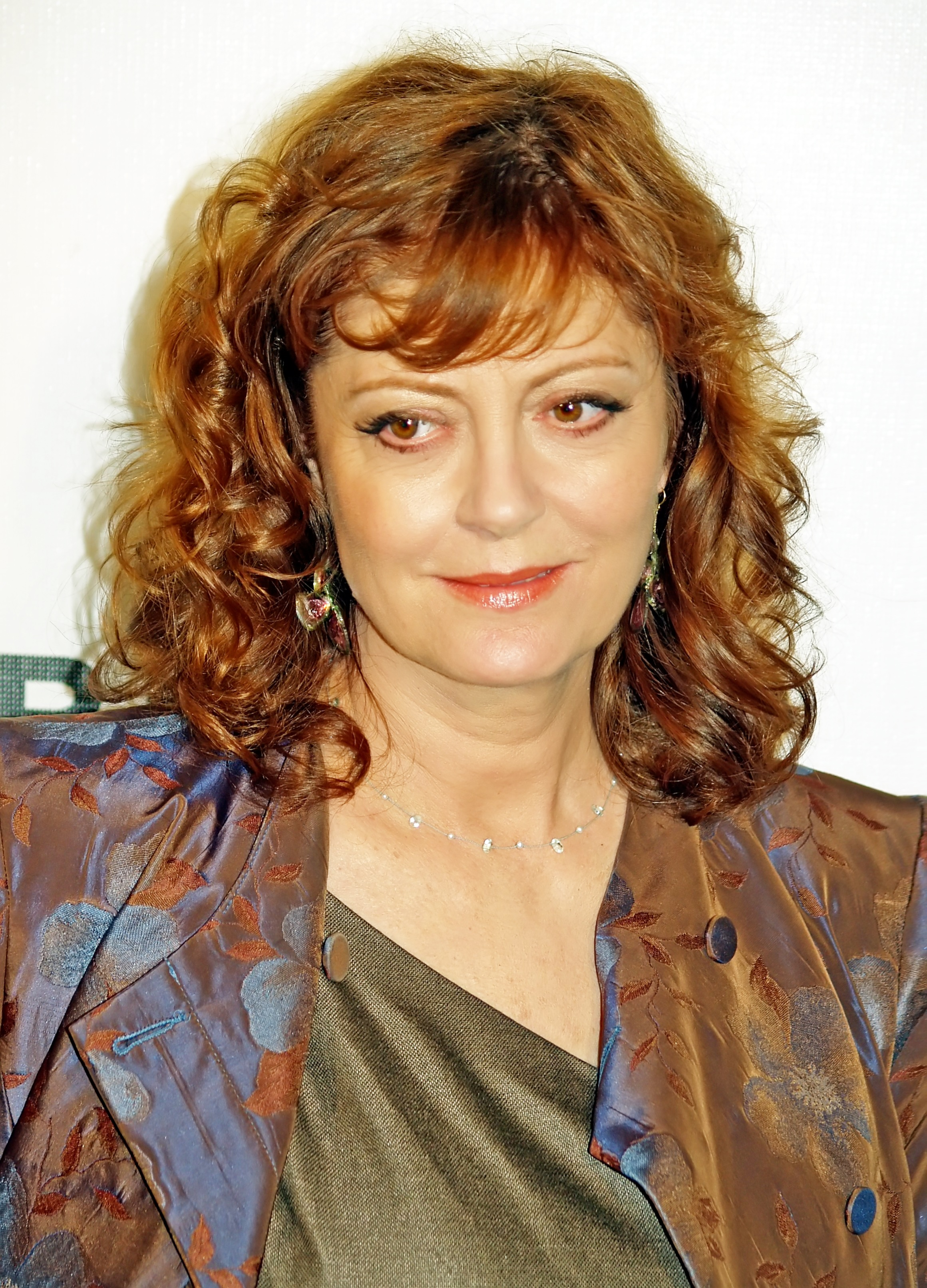
Susan Sarandon al Tribeca Festival per la prima di Speed Racer (2008)

Susan Sarandon è nata e cresciuta a New York, primogenita dei nove figli di Phillip Leslie Tomalin (1917-1999), un produttore televisivo statunitense di origini inglesi, irlandesi e gallesi (i suoi avi inglesi erano originari del borgo londinese di Hackney, mentre quelli gallesi di Bridgend), e di Lenora Marie Criscione (1923-2020), una casalinga statunitense d'origini italiane (il nonno materno della futura attrice, Giuseppe Vincenzo Cosimo Cascione, era originario di Ragusa, mentre sua nonna, Anita Rigali, una ballerina, era figlia di immigrati italiani originari di Coreglia Antelminelli, in provincia di Lucca, a sua volta figlia dello scultore Mansueto Rigali e di Angelina Bonturi). Ha otto fratelli (quattro maschi e quattro femmine), tra cui il giornalista Terry Tomalin, morto d'infarto nel 2016, all'età di 56 anni.
Riceve un'educazione piuttosto severa e un'istruzione scolastica presso rigidi istituti cattolici. Forse proprio per ribellarsi al rigore con cui viene cresciuta, Susan è un'adolescente ribelle e anticonformista, che si scatena in piazza durante le manifestazioni contro la guerra del Vietnam e a favore dei diritti civili. I suoi genitori si separarono nel 1982.
Dopo aver ottenuto il diploma a Washington si iscrive alla Catholic University of America, dove viene attratta dalla recitazione: qui conosce il futuro attore Chris Sarandon, con cui si sposa nel 1968 e di cui, anche dopo il divorzio, manterrà legalmente il cognome. Sempre nel 1968 partecipa alla Convenzione Nazionale del Partito Democratico, in cui interviene a favore degli studenti, che in quel momento si ribellano contro la società. Poco dopo prende parte al film La guerra del cittadino Joe, che arriva nelle sale cinematografiche solo nel 1970. Nel 1971 recita ne La mortadella di Mario Monicelli, che le permette di farsi conoscere anche in Italia.
Per molto tempo tuttavia è ignorata da Hollywood e, per rimanere nel mondo del cinema, è costretta a prendere parte a film minori come Lovin' Molly (1974). Nello stesso anno però viene notata dal grande regista Billy Wilder che la vuole con sé nel suo Prima pagina, in cui può finalmente misurarsi con attori come Jack Lemmon e Walter Matthau. Nell'anno successivo si fa ammirare nel cult-movie The Rocky Horror Picture Show di Jim Sharman, che la consacra definitivamente agli occhi della critica. Nel 1976 viene scartata ai provini per il ruolo di Adriana in Rocky perché considerata "troppo sensuale" per la parte.
Nel 1978 ha il ruolo di protagonista in Pretty Baby di Louis Malle, primo tentativo di farla diventare un sex symbol del cinema statunitense. Nella pellicola interpreta infatti Hattie, una prostituta di un bordello d'alto bordo nella New Orleans degli anni dieci, che tenta di far intraprendere la stessa strada alla figlia dodicenne Violet, la quale, restia a vendere il proprio corpo, decide di sposarsi giovanissima con Bellocq, un bizzarro e ambiguo fotografo cajun: il film suscita grande scandalo per gli argomenti trattati e per le numerose scene di nudo e di sesso in cui sono coinvolte la Sarandon e, in misura minore, Brooke Shields (che interpreta la sua giovane figlia), ma va aggiunto che è proprio lei a rifiutare categoricamente che la Shields, all'epoca minorenne, posi completamente senza veli.
Nel 1979 divorzia dal marito Chris e comincia a frequentare Malle, che la dirige nuovamente in Atlantic City, U.S.A., per la cui interpretazione viene candidata per la prima volta agli Oscar. Di questo periodo sono la sua interpretazione in Miriam si sveglia a mezzanotte (1983), al fianco di David Bowie, con il quale avrà una breve ma intensa relazione, Le streghe di Eastwick (1987), di George Miller, al fianco di Jack Nicholson, Cher e Michelle Pfeiffer, e Bull Durham - Un gioco a tre mani, pellicola del 1988 per la regia di Ron Shelton.
Negli anni ottanta, si trasferisce a Roma. Per molto tempo divide la sua vita tra Roma e New York. Nel 1991, al fianco di Geena Davis, interpreta il road movie Thelma & Louise di Ridley Scott, che ottiene un grande successo internazionale e le vale una candidatura all'Oscar e la conquista del David di Donatello come migliore attrice straniera, insieme alla stessa Davis. La pellicola successiva, Lo spacciatore (1992) di Paul Schrader, non ottiene tuttavia lo stesso successo del suo precedente film. Nel 1993 ottiene una nuova candidatura all'Oscar alla miglior attrice per L'olio di Lorenzo di George Miller. Il film narra la vera vicenda della famiglia Odone e della malattia del piccolo figlio Lorenzo, l'adrenoleucodistrofia. La quarta candidatura, sempre come attrice protagonista, giunge nel 1995 con Il cliente, di Joel Schumacher, tratto dal romanzo di John Grisham.

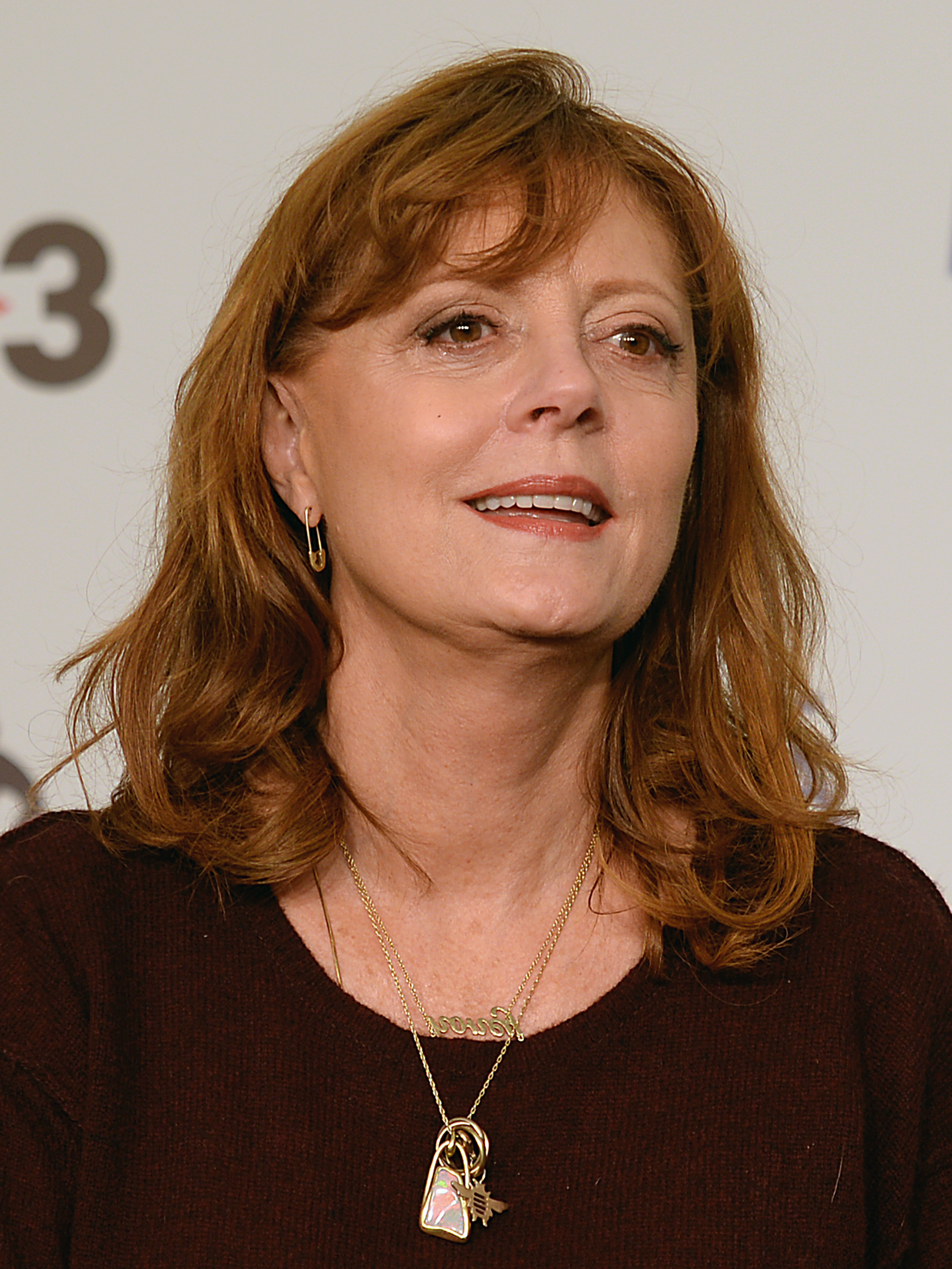
Susan Sarandon al Festival del Cinema di Sitges 2017

Compagna dal 1986 dell'attore e regista Tim Robbins, conosciuto sul set di Bull Durham, la loro convivenza è destinata a durare più di 20 anni (i due hanno annunciato la propria separazione nel dicembre 2009) ed è un proficuo sodalizio artistico. Diretta dal compagno, la Sarandon recita in Dead Man Walking - Condannato a morte (1995), in cui la sua straordinaria interpretazione di suor Helen Prejean le consente di conquistare finalmente l'ambita statuetta agli Oscar 1996, e nel successivo Il prezzo della libertà (1999).
Nel 1998 è impegnata nella commedia drammatica Nemiche amiche accanto a Julia Roberts, mentre nel 2002 è la partner di sua figlia Eva e di Goldie Hawn in Due amiche esplosive. Altre pellicole di rilievo sono Un amore sotto l'albero (2004), Shall we dance? (2004), con Jennifer Lopez e Richard Gere, Elizabethtown (2005), con Kirsten Dunst e Jessica Biel, e Romance & Cigarettes (2005).
Il 10 febbraio 2006 partecipa alla Cerimonia di apertura dei XX Giochi olimpici invernali di Torino 2006 portando, insieme ad altre 7 celebri donne, la bandiera olimpica. Il 30 agosto 2006 riceve il premio "Ragusani nel mondo" e la cittadinanza onoraria di Ragusa, essendo figlia di Leonora Criscione, nata a sua volta dal padre Giuseppe, emigrato negli anni '20 dal ragusano negli USA. Nel 2007 interpreta il ruolo della perfida Regina Narissa nel film Come d'incanto, e nello stesso anno recita nel film Nella valle di Elah, assieme a Tommy Lee Jones. Nel 2009 torna a recitare a Broadway dopo quasi quarant'anni per interpretare Il re muore di Ionesco, accanto a Geoffrey Rush. Il 15 ottobre 2010 è nominata ambasciatrice di buona volontà dell'Organizzazione delle Nazioni Unite per l'alimentazione e l'agricoltura (FAO). Nel 2022 ha ottenuta il ruolo della villain Victoria Kord nel quattordicesimo film del DC Extended Universe Blue Beetle, diretto da Ángel Manuel Soto, in uscita nelle sale il 18 agosto 2023.

## Vita privata
Dichiaratasi bisessuale, Susan Sarandon è stata sposata una volta dal 1967 al 1979 con l'attore Chris Sarandon, da cui prese poi il cognome, mantenendolo anche dopo il divorzio. Dopo la fine dell'unione con Chris, dichiarò di non credere più in un legame stabile. 
Ha avuto una relazione di due anni col regista Louis Malle. Nel 1983, durante la lavorazione del film Miriam si sveglia a mezzanotte, ebbe una piccola avventura con David Bowie. Nel corso degli anni ottanta, ebbe poi una chiacchierata relazione con il giovane attore Sean Penn.
Ha tre figli: l'attrice Eva Amurri, nata nel 1985 dalla breve relazione col regista italiano Franco Amurri, e due maschi, Jack Henry (nato nel 1989 e chiamato così in onore dello scrittore Jack Henry Abbott) e Miles (nato nel 1992), avuti dalla lunga relazione con Tim Robbins (dal 1988 al 2009). Nel 2015, dopo cinque anni di fidanzamento, interrompe la sua relazione con lo sceneggiatore Jonathan Bricklin.

## Politica

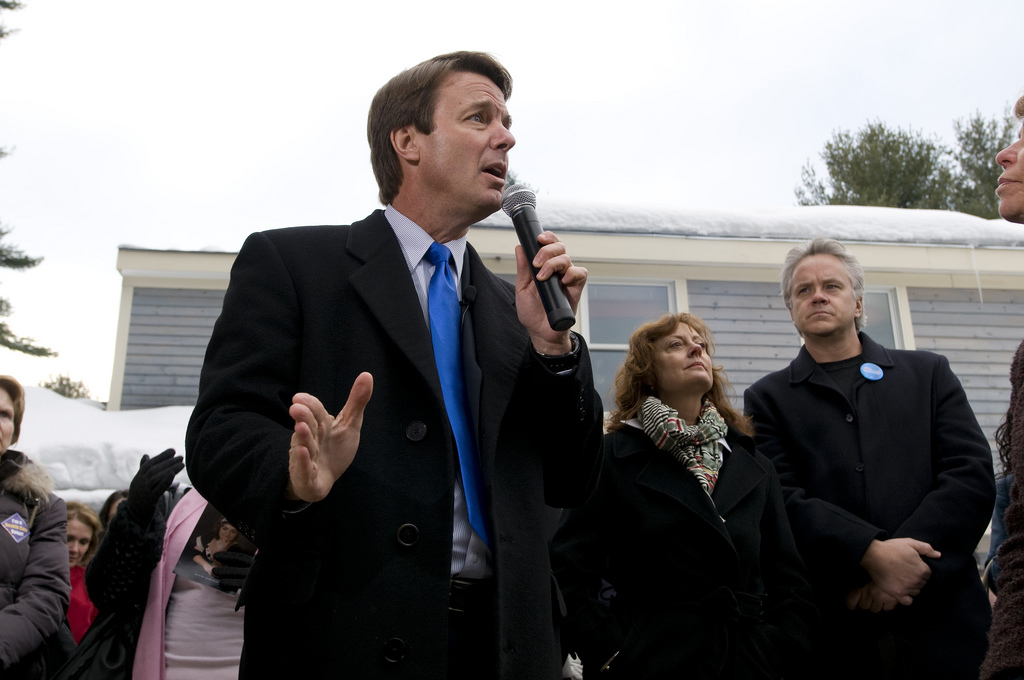
Susan Sarandon e il compagno di allora Tim Robbins alla sinistra di John Edwards durante la campagna elettorale per le Elezioni presidenziali negli Stati Uniti d'America del 2008

Così come l'ex compagno storico Tim Robbins, Susan Sarandon è schierata politicamente coi Democratici e ha fortemente criticato il presidente statunitense George W. Bush per la guerra in Iraq. Fortemente pacifista ed ecologista, si è vociferata una sua possibile candidatura alla presidenza degli Stati Uniti d'America con il Partito Verde degli Stati Uniti d'America. Per le elezioni primarie del Partito Democratico del 2016 sostiene il candidato socialdemocratico Bernie Sanders, senatore degli Stati Uniti d'America per il Vermont. Successivamente dichiara che non avrebbe votato per Hillary Clinton, ma per Jill Stein del Partito Verde degli Stati Uniti d'America.
Ha anche sostenuto battaglie per i diritti civili degli omosessuali.
Il 18 ottobre 2011, durante un'intervista rilasciata all'Hamptons International Film Festival, ha definito l'allora papa Benedetto XVI "un nazista".
Nel 2018 è stata trattenuta in stato d'arresto per un breve periodo insieme ad oltre 500 donne a Washington, durante la partecipazione a una marcia contro la "tolleranza zero" del presidente statunitense Donald Trump sull'immigrazione e la separazione dei bambini dai genitori entrati clandestinamente alla frontiera col Messico.
Il 21 novembre 2023 l'agenzia UTA ha cessato i rapporti con la Sarandon a causa di alcune sue dichiarazioni sulla situazione in Medio Oriente pro Palestina.

## Filmografia

### Attrice

#### Cinema
- La guerra del cittadino Joe (Joe), regia di John G. Avildsen (1970)
- Fleur bleue, regia di Larry Kent (1971)
- La mortadella, regia di Mario Monicelli (1971)
- Lovin' Molly, regia di Sidney Lumet (1974)
- Prima pagina (The Front Page), regia di Billy Wilder (1974)
- Il temerario (The Great Waldo Pepper), regia di George Roy Hill (1975)
- The Rocky Horror Picture Show, regia di Jim Sharman (1975)
- La libellula non deve volare (One Summer Love), regia di Gilbert Cates (1976)
- Percorso infernale (Checkered Flag or Crash), regia di Alan Gibson (1977)
- L'ultima frontiera (The Great Smokey Roadblock), regia di John Leone (1977)
- L'altra faccia di mezzanotte (The Other Side of Midnight), regia di Charles Jarrott (1977)
- Pretty Baby, regia di Louis Malle (1978)
- Il re degli zingari (King of the Gypsies), regia di Frank Pierson (1978)
- Toccando il paradiso (Something Short of Paradise), regia di David Helpern (1979)
- Atlantic City, U.S.A. (Atlantic City), regia di Louis Malle (1980)
- Quattro passi sul lenzuolo (Loving Couples), regia di Jack Smight (1980)
- La tempesta (Tempest), regia di Paul Mazursky (1982)
- Miriam si sveglia a mezzanotte (The Hunger), regia di Tony Scott (1983)
- La forza dell'amore (Cercasi Papà) (The Buddy System), regia di Glenn A. Jordan (1984)
- Posizioni compromettenti (Compromising Positions), regia di Frank Perry (1985)
- Le streghe di Eastwick (The Witches of Eastwick), regia di George Miller (1987)
- Bull Durham - Un gioco a tre mani (Bull Durham), regia di Ron Shelton (1988)
- Ancora insieme (Sweet Hearts Dance), regia di Robert Greenwald (1988)
- Un detective... particolare (The January Man), regia di Pat O'Connor (1989)
- Un'arida stagione bianca (A Dry White Season), regia di Euzhan Palcy (1989)
- Calda emozione (White Palace), regia di Luis Mandoki (1990)
- Thelma & Louise, regia di Ridley Scott (1991)
- Lo spacciatore (Light Sleeper), regia di Paul Schrader (1992)
- I protagonisti (The Player), regia di Robert Altman (1992) - cameo
- Bob Roberts, regia di Tim Robbins (1992)
- L'olio di Lorenzo (Lorenzo's Oil), regia di George Miller (1992)
- Il cliente (The Client), regia di Joel Schumacher (1994)
- Piccole donne (Little Women), regia di Gillian Armstrong (1994)
- Ritrovarsi (Safe Passage), regia di Robert Allan Ackerman (1994)
- Dead Man Walking - Condannato a morte (Dead Man Walking), regia di Tim Robbins (1995)
- Twilight, regia di Robert Benton (1998)
- Illuminata, regia di John Turturro (1998)
- Nemiche amiche (Stepmom), regia di Chris Columbus (1998)
- Il prezzo della libertà (Cradle Will Rock), regia di Tim Robbins (1999)
- La mia adorabile nemica (Anywhere But Here), regia di Wayne Wang (1999)
- Il segreto di Joe Gould (Joe Gould's Secret), regia di Stanley Tucci (2000)
- Igby (Igby Goes Down), regia di Burr Steers (2002)
- Due amiche esplosive (The Banger Sisters), regia di Bob Dolman (2002)
- Moonlight Mile - Voglia di ricominciare (Moonlight Mile), regia di Brad Silberling (2002)
- Un amore sotto l'albero (Noel), regia di Chazz Palminteri (2004)
- Jiminy Glick in Lalawood (2004)
- Shall We Dance?, regia di Peter Chelsom (2004)
- Alfie, regia di Charles Shyer (2004)
- Elizabethtown, regia di Cameron Crowe (2005)
- Romance & Cigarettes, regia di John Turturro (2005)
- Le verità negate (Irresistible), regia di Ann Turner (2006)
- Nella valle di Elah (In the Valley of Elah), regia di Paul Haggis (2007)
- Mr. Woodcock, regia di Craig Gillespie (2007)
- Emotional Arithmetic, regia di Paolo Barzman (2007)
- Come d'incanto (Enchanted), regia di Kevin Lima (2007)
- Speed Racer, regia delle sorelle Wachowski (2008)
- Middle of Nowhere, regia di John Stockwell (2008)
- Gli ostacoli del cuore (The Greatest), regia di Shana Feste (2009)
- Fratelli in erba (Leaves of Grass), regia di Tim Blake Nelson (2009)
- Solitary Man, regia di Brian Koppelman e David Levien (2009)
- Amabili resti (The Lovely Bones), regia di Peter Jackson (2009)
- Peacock, regia di Michael Lander (2010)
- Wall Street - Il denaro non dorme mai (Wall Street: Money Never Sleeps), regia di Oliver Stone (2010)
- A casa con Jeff (Jeff, Who Lives at Home), regia di Jay Duplass e Mark Duplass (2011)
- Robot & Frank, regia di Jake Schreier (2012)
- La frode (Arbitrage), regia di Nicholas Jarecki (2012)
- Indovina perché ti odio (That's My Boy), regia di Sean Anders (2012)
- La regola del silenzio - The Company You Keep (The Company You Keep), regia di Robert Redford (2012)
- Cloud Atlas, regia di Lily e Lana Wachowski e Tom Tykwer (2012)
- Snitch - L'infiltrato (Snitch), regia di Ric Roman Waugh (2013)
- Big Wedding (The Big Wedding), regia di Justin Zackham (2013)
- The Last of Robin Hood, regia di Richard Glatzer e Wash Westmoreland (2013)
- Tammy, regia di Ben Falcone (2014)
- The Calling - Vocazione omicida (The Calling), regia di Jason Stone (2014)
- 3 Generations - Una famiglia quasi perfetta (About Ray), regia di Gaby Dellal (2015)
- The Meddler - Un'inguaribile ottimista (The Meddler), regia di Lorene Scafaria (2015)
- Zoolander 2, regia di Ben Stiller (2016) - cameo
- Mothers and Daughters, regia di Paul Duddridge e Nigel Levy (2016)
- Una piccola investigatrice a Manhattan (Ace the Case), regia di Kevin Kaufman (2016)
- Bad Moms 2 - Mamme molto più cattive (A Bad Moms Christmas), regia di Jon Lucas e Scott Moore (2017)
- La mia vita con John F. Donovan (The Death and Life of John F. Donovan), regia di Xavier Dolan (2018)
- Jesus Rolls - Quintana è tornato! (The Jesus Rolls), regia di John Turturro (2019)
- Blackbird - L'ultimo abbraccio (Blackbird), regia di Roger Michell (2019)
- Jolt - Rabbia Assassina (Jolt), regia di Tanya Wexler (2021)
- Ti presento i suoceri (Maybe I Do), regia di Michael Jacobs (2023)
- Blue Beetle, regia di Angel Manuel Soto (2023)
- The Fabulous Four, regia di Jocelyn Moorhouse (2024)
- The Six Triple Eight, regia di Tyler Perry (2024)
- Nonnas, regia di Stephen Chbosky (2025)

#### Televisione
- A World Apart – serie TV (1970-1971)
- Difesa a oltranza – serie TV, 1 episodio (1971)
- Aspettando il domani – serie TV, 1 episodio (1972)
- Great Performances – serie TV, 2 episodi (1972-1974)
- Calucci's Department – serie TV, 1 episodio (1973)
- L'ultima delle belle (F. Scott Fitzgerald and 'The Last of the Belles'), regia di George Schaefer – film TV (1974)
- The Wide World of Mystery – serie TV, 2 episodi (1973-1974)
- The Whirlwind – film TV (1974)
- The Lives of Benjamin Franklin – miniserie TV (1974)
- American Playhouse – serie TV, 1 episodio (1982)
- Nel regno delle fiabe – serie TV, 1 episodio (1984)
- Oxbridge Blues – serie TV, 1 episodio (1984)
- A.D. - Anno Domini (A.D.), regia di Stuart Cooper – miniserie TV (1985)
- Io e il duce, regia di Alberto Negrin – film TV (1985)
- Donne di valore – film TV (1986)
- All-Star 25th Birthday: Stars and Street Forever! – special TV (1994)
- American Experience – serie TV, 1 episodio (1995) - narratrice
- Destino fatale (Earthly Possessions) – film TV (1999)
- Goodnight Moon & Other Sleepytime Tales – film TV (1999) - narratrice
- MADtv – serie TV, 1 episodio (2000)
- Friends – serie TV, 1 episodio (2001)
- Malcolm – serie TV, episodi 3x11-3x12 (2002)
- I figli di Dune (Children of Dune) – miniserie TV (2003)
- Circondata dai ghiacci (Ice Bound), regia di Roger Spottiswoode – film TV (2003)
- Freedom: A History of US – serie TV, 1 episodio (2003)
- Troy: The Passion of Helen – film TV (2004)
- The Exonerated - Colpevole fino a prova contraria (The Exonerated) – film TV (2005)
- Rescue Me – serie TV, 6 episodi (2006-2007)
- Bernard & Doris - Complici amici (Bernard & Doris), regia di Bob Balaban – film TV (2006)
- E.R. - Medici in prima linea – serie TV, 1 episodio (2009)
- You Don't Know Jack - Il dottor morte (You Don't Know Jack), regia di Barry Levinson - Film TV (2010)
- The Miraculous Year – film TV (2011)
- 30 Rock – serie TV, 2 episodi (2011-2012)
- The Big C – serie TV, 6 episodi (2012)
- Doll & Em – serie TV, 2 episodi (2013)
- Mike & Molly – serie TV, 2 episodi (2013)
- Marilyn - La vita segreta (The Secret Life of Marilyn Monroe) – miniserie TV, 2 puntate (2015)
- Feud – serie TV, 8 episodi (2017)
- Ray Donovan – serie TV, 19 episodi (2017-2019)
- Search Party – serie TV, 2 episodi (2021)
- Red Bird Lane – film TV, (2021)
- Monarch - La musica è un affare di famiglia (Monarch) – serie TV, 4 episodi (2022)
- C*A*U*G*H*T – serie TV, 6 episodi (2023)

#### Cortometraggi
- Little Miss Spider (2002)
- A Whale in Montana (2005)

#### Documentari
- Lo schermo velato (The Celluloid Closet), regia di Robert Epstein e Jeffrey Friedman (1995)
- The Dreamers, regia di Gerard Corbiau (1997)
- Materia viva, regia di Marco Falorni, Andrea Frassoni, Stefania Vialetto (2023)

### Doppiatrice
- I Simpson – serie TV, episodi 6x17, 17x14 (1995)
- James e la pesca gigante (James and the giant peach), regia di Henry Selick (1996)
- I Rugrats a Parigi - Il film (Rugrats in Paris: The Movie) (2000)
- Come cani e gatti (Cats & Dog) (2001)
- Avril et le monde truqué, regia di Christian Desmares e Franck Ekinci (2015)
- Hell and Back, regia di Tom Gianas e Ross Shuman (2015)
- Spark: A Space Tail, regia di Aaron Woodley (2016)
- My Entire High School Sinking Into the Sea, regia di Dash Shaw (2016)
- American Dad – serie TV, 1 episodio (2016)
- Skylanders Academy – serie TV, 6 episodi (2016-2017)
- Rick and Morty – serie TV, 1 episodio (2017)
- Neo Yokio – serie TV, 7 episodi (2017-2018)
- Robot Chicken – serie TV, 1 episodi (2019)
- Il mio nome è Imp@vido_ (Fearless), regia di Cory Edwards (2020)
- Krapopolis – serie TV, 1 episodi (2023)
- Gracie and Pedro: Pets to the Rescue, regia di Kevin Donovan, Gottfried Roodt (2024)

## Teatro
- An Evening with Richard Nixon and..., di Gore Vidal, regia di Edwin Sherin. Shubert Theatre di Broadway (1972)
- A Couple White Chicks Sitting Around Talking, di John Ford Noonn, regia di Dorothy Lyman. Astor Place Theatre dell'Off Broadway (1980)
- Extremities, di William Mastrosimone, regia di Robert Allan Ackerman. Westside Arts Theatre dell'Off Broadway (1982)
- The Guys, di Anne Nelson, regia di Jim Simpson. Flea Theater dell'Off Broadway (2002)
- Il re muore, di Eugène Ionesco, regia di Neil Armfield. Ethel Barrymore Theatre di Broadway (2009)
- Happy Talk, di Jesse Eisenberg, regia di Scott Elliott. Pershing Square Signature Center dell'Off Broadway (2019)

## Riconoscimenti
- Premio Oscar
  - 1982 – Candidatura alla miglior attrice per Atlantic City, U.S.A.
  - 1992 – Candidatura alla miglior attrice per Thelma & Louise
  - 1993 – Candidatura alla miglior attrice per L'olio di Lorenzo
  - 1995 – Candidatura alla miglior attrice per Il cliente
  - 1996 – Miglior attrice per Dead Man Walking - Condannato a morte

- Golden Globe
  - 1989 – Candidatura alla migliore attrice in un film commedia o musicale per Bull Durham - Un gioco a tre mani
  - 1991 – Candidatura alla migliore attrice in un film drammatico per Calda emozione
  - 1992 – Candidatura alla migliore attrice in un film drammatico per Thelma & Louise
  - 1993 – Candidatura alla migliore attrice in un film drammatico per L'olio di Lorenzo
  - 1996 – Candidatura alla migliore attrice in un film drammatico per Dead Man Walking - Condannato a morte
  - 1999 – Candidatura alla migliore attrice in un film drammatico per Nemiche amiche
  - 2003 – Candidatura alla migliore attrice non protagonista per Igby Goes Down
  - 2009 – Candidatura alla migliore attrice in una mini-serie o film per la televisione per Bernard & Doris - Complici amici

- BAFTA
  - 1992 – Candidatura alla migliore attrice protagonista per Thelma & Louise
  - 1995 – Migliore attrice protagonista per Il cliente

- David di Donatello
  - 1981 – Candidatura alla migliore attrice straniera per Atlantic City, U.S.A
  - 1992 – Migliore attrice straniera per Thelma & Louise (ex aequo con Geena Davis)
  - 1996 – Migliore attrice straniera per Dead Man Walking – Condannato a morte

- Festival di Berlino
  - 1992 – Candidatura all'Orso d'oro alla migliore attrice per Thelma & Louise

## Doppiatrici italiane
Nelle versioni in italiano delle opere in cui ha recitato, Susan Sarandon è stata doppiata da:
- Anna Rita Pasanisi in Quattro passi sul lenzuolo, La tempesta, Bull Durham - Un gioco a tre mani, Un detective... particolare, Illuminata, Nemiche amiche, Il prezzo della libertà, Moonlight Mile - Voglia di ricominciare, Jiminy Glick in Lalawood, Alfie, Rescue Me, Elizabethtown, Romance & Cigarettes, The Exonerated - Colpevole fino a prova contraria, Le verità negate, Speed Racer, Solitary Man, The Big C, Mike & Molly, Louie, La frode, Indovina perché ti odio, Snitch - L'infiltrato, Big Wedding, The Calling - Vocazione omicida, Ray Donovan, Tammy, Marilyn - La vita segreta, Zoolander 2, Bad Moms 2 - Mamme molto più cattive, Feud, Blackbird - L'ultimo abbraccio, Jolt - Rabbia assassina, Monarch - La musica è un affare di famiglia, Ti presento i suoceri, Blue Beetle, The Six Triple Eight
- Rossella Izzo in Io e il duce, Le streghe di Eastwick, Un'arida stagione bianca, Thelma & Louise, Ritrovarsi, Twilight, La mia adorabile nemica, Destino fatale, Due amiche esplosive, 30 Rock, Come d'incanto, Amabili resti, Cloud Atlas, Mothers and Daughters
- Angiola Baggi in E.R. - Medici in prima linea, Dead Man Walking - Condannato a morte, Circondata dai ghiacci, Nella valle di Elah, Bernard & Doris - Complici amici, Fratelli in erba, You Don't Know Jack - Il dottor morte, A casa con Jeff, 3 Generations - Una famiglia quasi perfetta, La mia vita con John F. Donovan, Jesus Rolls - Quintana è tornato!, Nonnas
- Maria Pia Di Meo in La forza dell'amore, Ancora insieme, L'olio di Lorenzo, Il cliente, Piccole donne, Igby, Wall Street - Il denaro non dorme mai
- Vittoria Febbi in La mortadella, Prima pagina, Il temerario
- Melina Martello in Un amore sotto l'albero, Shall We Dance?, Gli ostacoli del cuore
- Ludovica Modugno in Miriam si sveglia a mezzanotte, Lo spacciatore
- Roberta Greganti in Peacock, The Meddler - Un'inguaribile ottimista
- Isabella Pasanisi in Friends
- Lia Tanzi in Pretty Baby
- Aurora Cancian in Atlantic City, U.S.A.
- Lorenza Biella in Posizioni compromettenti
- Fiamma Izzo in A.D. - Anno Domini
- Manuela Andrei in Calda emozione
- Ottavia Piccolo ne Il segreto di Joe Gould
- Serena Verdirosi in Malcolm
- Daniela Nobili ne I figli di Dune
- Emanuela Rossi in La regola del silenzio - The Company You Keep
- Marina Tagliaferri in Piccola investigatrice a Manhattan
- Alessandra Chiari in Lovin' Molly (doppiaggio tardivo)
- Monica Pariante in Il temerario (ridoppiaggio)
- Ludovica Marineo in Destino fatale (ridoppiaggio)

Da doppiatrice è sostituita da:
- Emanuela Baroni in James e la pesca gigante, Rick and Morty Neo Yokio
- Aurora Cancian in I Simpson (ep. 6x17)[20]
- Alessandra Korompay in I Simpson (ep. 17x14)[20]
- Rita Savagnone in I Rugrats a Parigi - Il film
- Francesca Guadagno in Leone il cane fifone
- Anna Tuveri in Hell and Back
- Monica Ward in Skylanders Academy